# Hans Fröhlich (Geodät)

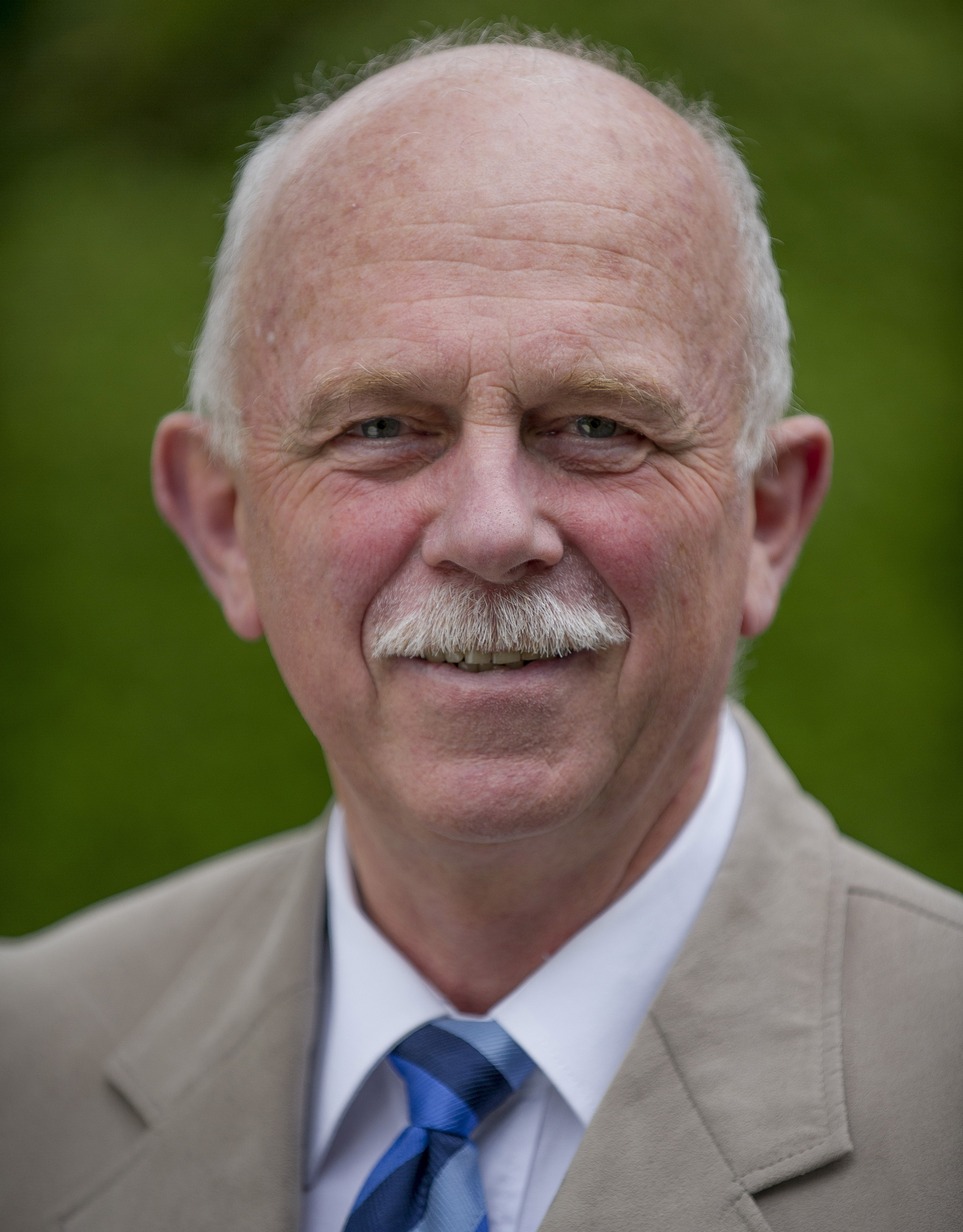
Prof. Dr.-Ing. Hans Fröhlich

Hans Fröhlich (* 25. Juni 1947 in Plettenberg; † 17. Februar 2016) war ein deutscher Geodät und Hochschullehrer.

## Leben und Beruf
Hans Fröhlich studierte von 1968 bis 1972 an der Universität Bonn Geodäsie, nachdem er in seiner Schulzeit als Messgehilfe tätig war. Danach war er Mitarbeiter und Assistent am Institut für Theoretische Geodäsie, dessen Direktor Helmut Wolf war, und wurde 1974 zum Dr.-Ing. promoviert. Im Jahr 1976 legte er die Große Staatsprüfung ab und begann als Dezernent für den Trigonometrischen Außendienst im Landesvermessungsamt Nordrhein-Westfalen. 1985 folgte er dem Ruf der Universität-Gesamthochschule Essen auf die Professur Praktische Geodäsie und 2002 dem Ruf der Hochschule Bochum auf die Professur Landesvermessung. 2012 wurde er pensioniert, er lebte in Sankt Augustin-Meindorf.
Seine Publikationen behandeln Themen wie Ausgleichungsrechnung, Satellitengeodäsie oder Auswertung von Nivellements. Als Hilfe für den Einsatz im vermessungstechnischen Alltag sind seine Vermessungstechnischen Handgriffe gedacht.
Hans Fröhlich beschäftigte sich intensiv mit der Geschichte der Landesvermessung, zu der er einige Publikationen veröffentlichte. Über die Rekognoszierungsreisen, die der Hauptmann Hans Bendemann zum Ende des 19. Jahrhunderts zur Erkundung des TP-Felds I. Ordnung im heutigen Nordrhein-Westfalen durchgeführt hat, veröffentlichte er drei Bände. Weitere Veröffentlichungen befassen sich eher unterhaltsam mit Aussichtstürmen im Sauerland und Siegerland oder der Landesvermessung auf dem Bierdeckel. In der Rolle des Hauptmanns Bendemann trat er auch vor Publikum auf, um die Geschichte der Landesvermessung zu erläutern.

## Ehrungen
- 2000 Qualität der Lehre – Preis der Universität Duisburg-Essen für in der Lehre engagierte Wissenschaftlerinnen und Wissenschaftler der Universität Essen[2]
- 2015 Goldenes Lot des Verbandes Deutscher Vermessungsingenieure[3]